# 平野站 (兵庫縣)

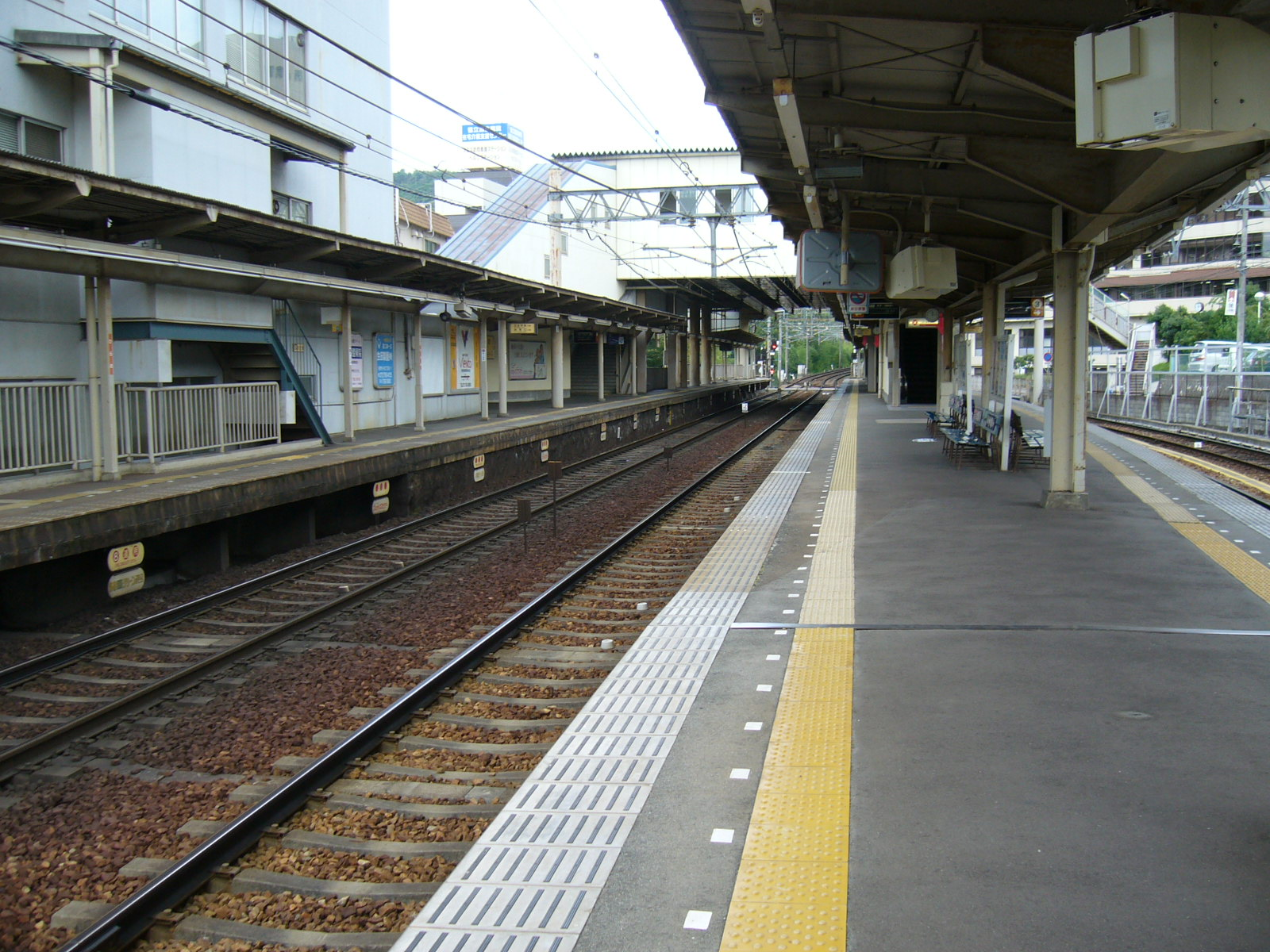
月台

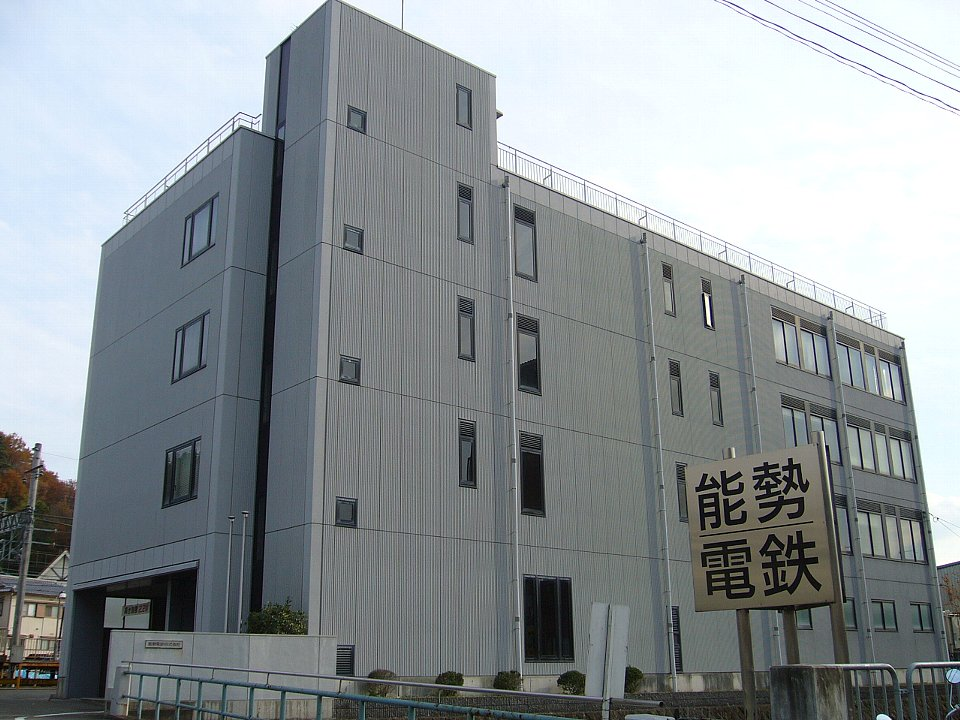
能勢電鐵總部

平野站（日语：／ Hirano eki */?）是位於兵庫縣川西市平野，屬於能勢電鐵的妙見線車站，車站編號為NS07。

## 歷史
- 1913年（大正2年）4月13日：車站啟用[1][2]。
- 1966年（昭和41年）1月：車站遷移至現地[1][3][注 1]。
- 1969年（昭和44年）10月5日：鶯之森站至此站之間雙線鐵路化[1][2]。
- 1973年（昭和48年）4月1日：此站至一之鳥居站之間雙線鐵路化[2]。
- 1981年（昭和56年）3月：增設跨站式站房[1]。

## 車站構造
車站是一座地面車站，設有2面3線的月台。此站設有跨站式站房。
在2010年，車站無障礙化工程完成，此站增設電梯、多功能廁所和兩段扶手式樓梯。從前月台上設有電梯，上行線月台為下行電梯，下行線月台為上行電梯。
車站外側設有斜道，但是只連接車站西北方（巴士總站與國道173號方向）。車站東邊（協立溫泉醫院方向）沒有斜道。
於閘口外邊設有由能勢電鐵直營的商店「Eat-IN、便利店Rizumin」，除了假日外每日營業。
1號線靠近川西能勢口一方（站外）設有能勢電鐵的運輸事務所。該處設有樓梯出入口。2樓為助役室，該處會保管失物（在一段時間沒有認領後會轉送川西警署）。

### 月台
| 月台 | 路線     | 方向                                     |
| ---- | -------- | ---------------------------------------- |
| 1    | { 妙見線 | 山下、妙見口、日生中央方向               |
| 2    | { 妙見線 | 川西能勢口、寶塚、梅田方向               |
| 3    | { 妙見線 | 山下、妙見口、日生中央方向（從此站出發） |
| 3    | { 妙見線 | 川西能勢口、寶塚、梅田方向               |

1號月台和2號月台可容納8卡車廂，3號月台可容納6卡車廂。島式月台（2、3號月台）上設有候車室。
通常列車會使用1號和2號月台。從此站出發或作終點站的列車會使用3號月台，早上繁忙時間待避特急「日生特快」的列車也會使用3號月台。此站是能勢電鐵線內唯一緩急接續的車站。另外，3號月台接連平野車廠，因此車輛例行檢查時會使用該月台。
在日生特快開始運行前，曾經於妙見線上行走的日生急行會通過此站。在1997年（平成9年），日生特快開始運行時，所有營業列車均會停靠此站。現時其餘列車通過此站時，也必須在此站運輸停車。

## 車站周邊
此站鄰接能勢電鐵總部，附近為住宅區。
- 能勢電鐵總部、平野車廠、運輸指令所[1]
- 協立溫泉醫院
- 三矢紀念館遺址地
- 港南 川西平野店
- 島村時尚中心（日语：しまむら） 川西店
- 多太神社

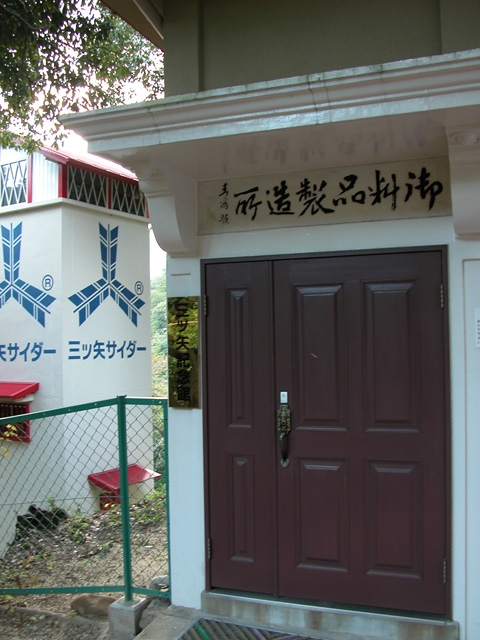
三矢紀念館（2002年10月攝影）

- 多田Green Height（日语：多田グリーンハイツ）[1]
- 兵庫縣立川西綠台高等學校（日语：兵庫県立川西緑台高等学校）
- 川西綠台郵局
- 國道173號（能勢街道）
- 鹽川

## 巴士路線
阪急巴士「平野」巴士站位於車站西北方迴旋路處，以下路線停靠該巴士站。在巴士總站內設有詢問處（於能勢電鐵線內的中途站是唯一設有該設施）。
曾經在平野路口前設有「平野單車停車場」，於2002年4月起遷移至現地。在停車場關閉後數十年一直空置，直至現時變成了Katsu&Katsu平野店。
- 1號乘車處（多田Green Height線（日语：阪急バス清和台営業所#多田グリーンハイツ線）、大和團地線（日语：阪急バス猪名川営業所#大和団地線））
  - 104系統 - 水明台、向陽台 循環線（經Green Height中心）
  - 105系統 - 向陽台、水明台 循環線（經Green Height中心）
  - 105系統 - 前往水明台一丁目（經Green Height中心、向陽台三丁目）
  - 100系統 - 前往山下站前（經Green Height中心、向陽台三丁目、川西醫院（日语：市立川西病院）前）
  - 大和團地（日语：大和団地） 循環線（經Green Height中心、向陽台三丁目、川西醫院前、山下站前、畦野站）
- 2號乘車處（多田Green Height線）
  - 101系統 - 前往清和台營業所（日语：阪急バス清和台営業所）前（經綠台三丁目、欅坂一丁目）
  - 102系統 - 前往清和台營業所前（經綠台三丁目、欅坂一丁目、欅坂四丁目）
- 曾經在車站西南方，國道173號上設有巴士站。停靠的巴士路線只有深夜急行巴士（日语：深夜急行バス）「阪急Star Liner（日语：阪急バス#深夜急行バス（廃止））」（川西、豬名川線，只可下車，平日只有1班），現時路線已取消。
- 在國道上巴士站曾經設有前往大阪府豐能郡能勢町宿野方向的西能勢線（日语：阪急バス能勢営業所#西能勢線）停靠。

## 相鄰車站
能勢電鐵
 妙見線
■特急「日生特快」
川西能勢口（NS01）－平野（NS07）－畦野（NS09）
■普通
多田（NS06）－平野（NS07）－一之鳥居（NS08）

## 注腳

## 外部連結
- 平野站 （能勢電鐵） （页面存档备份，存于）（日語）
- 平野巴士站（阪急巴士） （页面存档备份，存于）（日語）